# 上原直彦
上原 直彦（うえはら なおひこ、1938年10月23日‐　）は、沖縄の放送人、フリープロデューサー。

## 人物・経歴
那覇市垣花出身。石川高等学校卒業後、琉球新報社入社。社会部勤務時代に1959年の宮森小学校米軍機墜落事故を森口豁とともに取材。同年琉球放送に移籍、当初3か月は報道部、その後はラジオ制作部。1961年から始まった「民謡で今日拝なびら」にプロデューサーとしてかかわり、のちにパーソナリティに。ラジオ局制作部専門職部長、ラジオ局次長を経て、役員待遇ラジオ局専任局長を最後に1998年退職後も現在に至るまでパーソナリティを続けている。元部下に宮城麻里子等がいる。民謡をはじめとする沖縄の芸能文化に造詣が深く、1960年代から70年代にかけて竹中労とともに嘉手苅林昌らの沖縄民謡を本土に紹介した。放送以外にも文化イベントや作詞、舞台脚本執筆などで活躍。北村三郎芝居塾「ばん」で“名誉教授”も務める。また、3月4日を「さんしんの日」とするよう提唱した。別名義に坂田英世、上原直衛。
だが、2020年頃から自身の体調不良により番組を休む機会が増えてきた。そして2023年9月29日に「民謡で今日拝なびら」を卒業することになった。

## 主な受賞歴
- 第5回南部文化賞（沖縄県南部連合文化協会主催、2005年）
- 第5回放送人グランプリ（放送人の会主催、2006年）[5]
- 第51回沖縄タイムス賞文化賞（沖縄タイムス主催、2007年）
- 2021年度沖縄県功労者表彰

## 出演

### 映画
- 夏の妹（1972年、大島渚監督）
- ホテル・ハイビスカス（2002年、中江裕司監督）

### 過去のラジオ番組出演
※すべて琉球放送（RBC）ラジオ。
- 「民謡で今日拝なびら」（1967年 - 2023年、月-金曜 16:00 - 17:00、出演末期は木曜の電話出演のみ、なお、番組は現在も継続中。）
- 特別番組「ゆかる日 まさる日 さんしんの日」（毎年3月4日 11:45 - 21:00、なお、番組の企画構成は現在も担当。）
- 「上原直彦の語やびら島うた」
- 「ふるさとの古典」（日曜 6:00 - 7:00）
- 「芸能バラエティーふるさとバンザイ」（不定期の特別番組）

ほか多数

## エピソード
- 「沖縄県　琉球民謡歴史家　上原直彦様」とだけ記された封書でも本人宛に配達されたという逸話もある。[6]

## 著書
- 『ふるさとばんざい 島うたの周辺』（沖縄公論社）[7]
- 『語やびら島うた そぞろある記』（那覇出版社）[8]
- 『浮世（うちゆ）真ん中～沖縄・話のはなし』（沖縄タイムス社）[9]
- 『琉歌百景 綾なす言葉たち』（ボーダーインク）[10]
- 『うちなぁ筆先三昧 随筆・巷ばなし』（ボーダーインク）[11]